# Амблем Афричке уније
Амблем Афричке уније (енгл. Emblem of the African Union, арап. شعار الاتحاد الأفريقي) је званични симбол у форми амблема који представља Афричку унију. Као званични симбол АУ усвојен је након њеног оснивања 2002, пошто је преузет као један од најважнијих симбола њене претходнице − Организације афричког јединства. Иако је требало да служи као привремено решење за ознаку визуелног идентитета Уније, на Конгресу АУ одржаном у Адис Абеби 2004. одлучено је да се задржи већ постојећи амблем и да се поништи конкурс за израду новог симбола.
У средишту амблема налази се златна мапа афричког континента без граница оивичена са два концентрична круга зелене и златне боје. Око спољашњег круга се налазе венци са стилизованим гранчицама палме које симболишу мир. Златна боја у већем кругу симболише здравље и светлу будућност, а зелена у мањем кругу наде и тежње афричког становништва за јединством. Афричко јединство симболише и одсуство исцртаних граница на мапи континента у средишту круга. У самом дну амблема налази се седам црвених кругова испреплетених у ланац који симболишу солидарност различитих народа и група, а црвена боја алки симболише крв свих оних који су је пролили за слободу „црног континента”.